# Język ho
Język ho – język należący do grupy munda austroazjatyckiej rodziny językowej, używany przez półtora miliona osób z grupy etnicznej Ho we wschodnich Indiach. Dzieli się na kilka dialektów: ćaibasa, thakurmunda i lohara. Blisko spokrewniony z językami santali i mundari. Posiada własny system pisma zwany varang kshiti, ale zapisywany bywa często pismem dewanagari i orija.